# Велика дев'ятка єгипетських богів
Велика дев'ятка єгипетських богів (еннеада) — найдавніша з відомих теогонічна і космогонічна система релігійних вірувань стародавніх єгиптян, яка була створена жерцями в єгипетському місті Іуну (дав.-гр. "Ἡλίουπόλις" — "Геліополь"). Це вчення в міфологічній формі розглядало примордіальне минуле людства, коли "створювався світ та перша людина". Грецькою мовою позначається словом "еннеада" (дав.-гр. — "еννεάς"), що означає дев'ятка. Боги еннеади вважались першими фараонами Єгипту.
У Стародавньому Єгипті майже на одній і тій самій території виникло дві концепції «примордіальних богів». Перша в Геліополі, а друга в Мемфісі.
Згідно з геліопольською еннеадою, навколишній світ являв собою послідовну і логічну ланку породжень одними природними силами/явищами — інших. Посеред примордіальних вод Нуна виник первинний пагорб Бен-Бен (Бенну), з якого вийшов первородний бог — Атум, чиє ім'я могло трактуватися як „Все". Із самого себе Атум породив пару Шу та Тефнут (повітря та вологу — перше покоління примордіальних богів). Від них народилася друге подружжя — Геб та Нут (земля та небо — друге покоління богів). Із любові до дочки Нут батько Шу встав сам і помістив все під нею, підняв її над головою і відділив таким чином від землі. До Атума та його дітей були також приєднані ще дві пари правнуків, які були породжені землею та небом: Осіріс та Ісіда і Сет з Нефтіс (третє покоління примордіальних богів). Останні четверо були зобов'язані честю, яка випала на їхню долю, не за своїм значенням у природі, а за місцем в уявленнях єгиптян про загробне життя. Всі ці примордіальні боги складали „велику дев'ятку, що в Ані", на відміну від іншої — „малої дев'ятки". Сам Атум був ототожнений з геліопольським містечковим Богом-Сонцем під іменем Ра-Атум. Щодня сонце відроджувалось знову в лоні своєї матері-неба, а другим образом ранкового сонця був Гор Небосхильний. Стародавні єгиптяни зображали добовий рух Сонця як переїзд Ра до Гора Небосхильного та Гора Небосхильного до Ра.

## Боги геліопольської еннеади
- Ра (Атум, Амон, Птах) — виникли з первісного водного хаосу — Нуна
- Перше покоління богів: 
  - Шу — повітря
  - Тефнут — волога
- Друге покоління богів:
  - Геб — земля
  - Нут — небо
- Третє покоління богів:
  - Осіріс — бог загробного світу
  - Ісіда — богиня родючості
  - Сет — уособлення грози, блискавки, природного лиха, володар життєвої сили.
  - Нефтида — богиня підземного царства, друга дружина Осіріса.

## Галерея

Ра
Шу
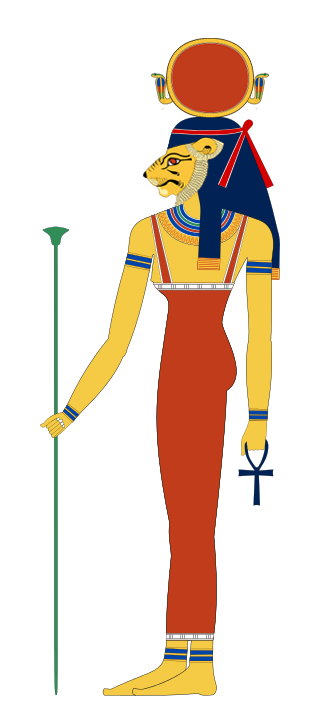
Тефнут
Хатхор
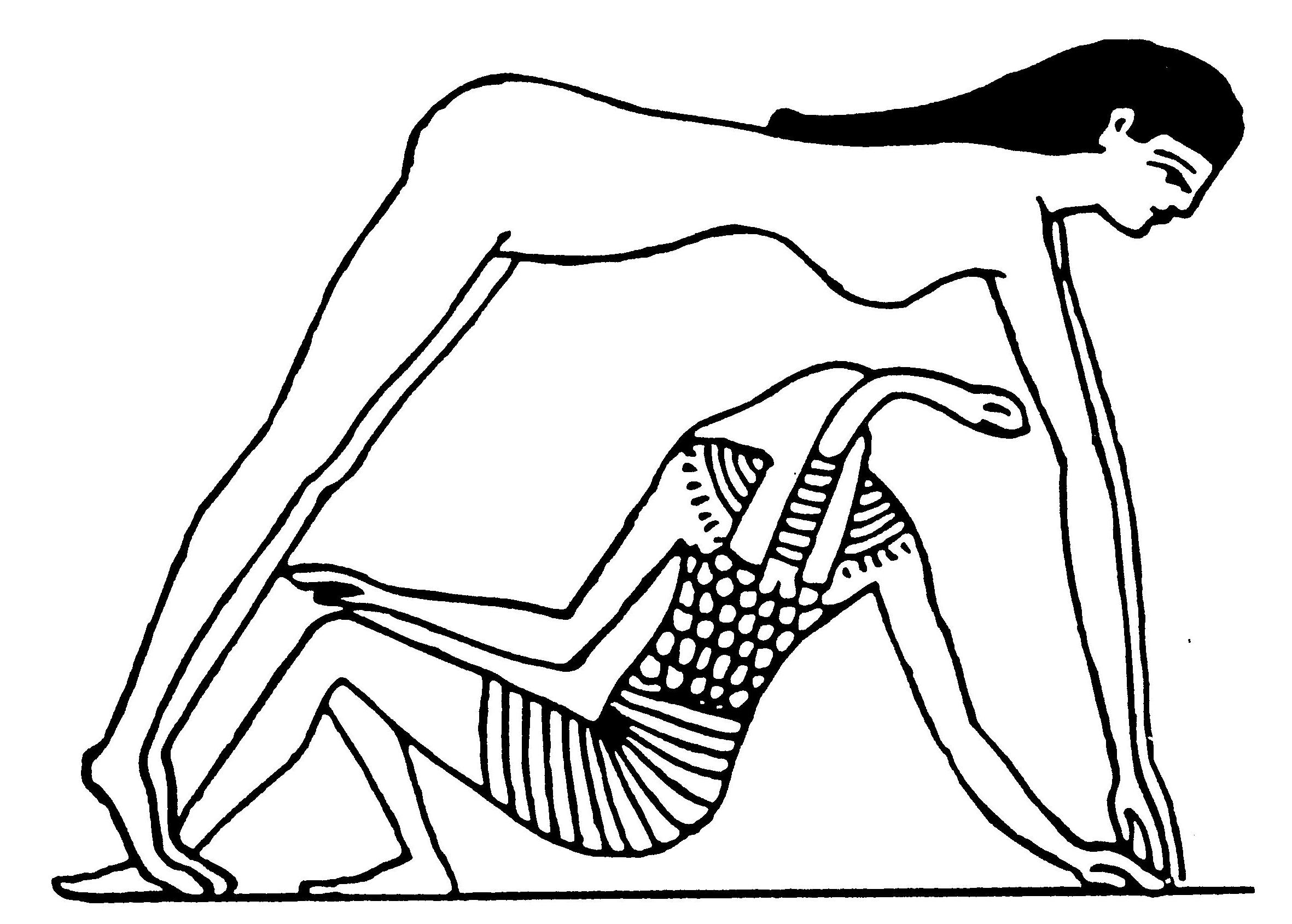
Нут (зверху) та Геб (знизу)
Осіріс
Ісіда
Сет
Нефтида
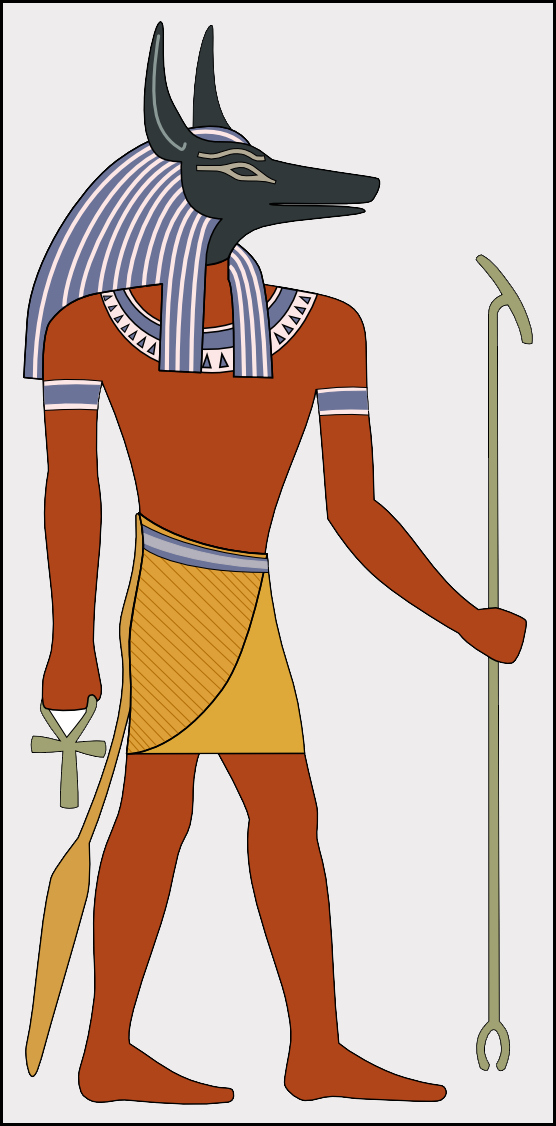
Анубіс
Анубіс (зліва) та Гор (справа)
Чотири сини Гора (та, можливо, Селкет (Серкет) або Нехбет): зліва направо — Імсеті, Дуамутеф, Хапі та Кебексенуф